# آیکوت ارای
آیکوت آرای (ترکی استانبولی: Aykut Oray; ۱۳ اکتبر ۱۹۴۲ – ۱۱ اوت ۲۰۰۹) هنرپیشه، و سیاستمدار اهل ترکیه بود. او بین سال‌های ۱۹۶۳ تا ۲۰۰۹ فعال بوده است.